# Финансово-банковский совет СНГ
Финансово-банковский Совет СНГ (ФБС СНГ) — совет, созданный по инициативе ведущих финансовых и коммерческих институтов стран участниц Содружества. В основе идеи создания ФБС СНГ лежит потребность участников национальных финансовых рынков в создании благоприятных условий их успешной и эффективной деятельности на территориях соседних государств, ранее входивших в общее экономическое пространство. ФБС СНГ:
- действует в целях активизации совместных усилий по продвижению банков, бирж и других финансовых структур в процессах экономического сотрудничества государств Содружества, с использованием мирового опыта эффективных региональных объединений,

- способствует выявлению перспективных транснациональных проектов, проводит предварительный анализ их инвестиционной привлекательности,

- проводит работу по структуризации проектов в части создания консорциумов, синдикаций и иных форм сотрудничества членов и партнёров ФБС,

- содействует развитию торгово-экономических отношений стран СНГ, их хозяйствующих субъектов на базе создания эффективных финансовых продуктов (trade finance, лизинг и проч.), совершенствования платежно-расчетных и валютно-кредитных отношений,

- принимает участие в изучении проблематики и выработке общей финансовой политики государств Содружества.